# Voli spaziali con equipaggio umano dal 2020 ad oggi
La seguente è una lista dettagliata dei voli spaziali con equipaggio umano dal 2020 ad oggi. Sono inclusi tutti i voli che hanno raggiunto un'altitudine di almeno 100 km ossia la definizione della Federazione Aeronautica Internazionale di volo spaziale e i voli per i quali era prevista una quota di almeno 100 km ma che a causa di vari incidenti non l'hanno raggiunta.
- In giallo sono evidenziati i voli spaziali suborbitali (inclusi i voli che a causa di malfunzionamenti non hanno raggiunto la quota prevista).

| Sommario • Anni 1960 • Anni 1970 • Anni 1980 • Anni 1990 • Anni 2000 • Anni 2010 • Anni 2020 |                                                    |                                                    |                                                    |                                                    | |
| Equipaggio                                                                                   | Lancio Velivolo                                    | Stazione                                           | Stazione                                           | Rientro Velivolo                                   | Breve descrizione della missione |
| 2020                                                                                         |                                                    |                                                    |                                                    |                                                    | |
| Anatolij Ivanišin Ivan Vagner Christopher Cassidy                                            | 9 aprile 2020 Sojuz MS-16                          | ISS (63° equipaggio)                               | ISS (63° equipaggio)                               | 22 ottobre 2020 Sojuz MS-16                        | Trasporto equipaggio della ISS. |
| Douglas Hurley Robert Behnken                                                                | 30 maggio 2020 SpaceX Demo 2, Endeavour            | ISS (63° equipaggio)                               | ISS (63° equipaggio)                               | 2 agosto 2020 SpaceX Demo 2, Endeavour             | Trasporto equipaggio della ISS. |
| Sergej Ryžikov Sergej Kud'-Sverčkov Kathleen Rubins                                          | 14 ottobre 2020 Sojuz MS-17                        | ISS (64° equipaggio)                               | ISS (64° equipaggio)                               | 17 aprile 2021 Sojuz MS-17                         | Trasporto equipaggio della ISS. |
| Michael Hopkins Victor Glover Soichi Noguchi Shannon Walker                                  | 16 novembre 2020 SpaceX Crew-1, Resilience         | ISS (64° equipaggio)                               | ISS (64° equipaggio)                               | 2 maggio 2021 SpaceX Crew-1, Resilience            | Trasporto equipaggio della ISS. |
| 2021                                                                                         |                                                    |                                                    |                                                    |                                                    | |
| Oleg Novickij                                                                                | 9 aprile 2021 Sojuz MS-18                          | ISS (65° equipaggio)                               | ISS (65° equipaggio)                               | 17 ottobre 2021 Sojuz MS-18                        | Trasporto equipaggio della ISS. |
| Pëtr Dubrov Mark Vande Hei                                                                   | 9 aprile 2021 Sojuz MS-18                          | ISS (65°, 66° equipaggio)                          | ISS (65°, 66° equipaggio)                          | 30 marzo 2022 Sojuz MS-19                          | Trasporto equipaggio della ISS. |
| Robert Kimbrough Megan McArthur Akihiko Hoshide Thomas Pesquet                               | 23 aprile 2021 SpaceX Crew-2, Endeavour            | ISS (65° equipaggio)                               | ISS (65° equipaggio)                               | 9 novembre 2021 SpaceX Crew-2, Endeavour           | Trasporto equipaggio della ISS. |
| Niè Hǎishèng Liu Boming Tang Hongbo                                                          | 17 giugno 2021 Shenzhou 12                         | Stazione spaziale Tiangong (1° equipaggio)         | Stazione spaziale Tiangong (1° equipaggio)         | 17 settembre 2021 Shenzhou 12                      | Trasporto equipaggio al primo modulo (Tianhe) della Stazione spaziale Tiangong in costruzione. |
| Jeff Bezos Mark Bezos Wally Funk Oliver Daemen                                               | 20 luglio 2021 Blue Origin NS 16, RSS First Step   | 20 luglio 2021 Blue Origin NS 16, RSS First Step   | 20 luglio 2021 Blue Origin NS 16, RSS First Step   | 20 luglio 2021 Blue Origin NS 16, RSS First Step   | Primo volo suborbitale Blue Origin con equipaggio. Primo volo esclusivamente turistico a superare la Linea di Kármán (raggiunta un'altitudine di 106 km). |
| Jared Isaacman Sian Proctor Christopher Sembroski Hayley Arceneaux                           | 16 settembre 2021 Inspiration4, Resilience         | 16 settembre 2021 Inspiration4, Resilience         | 18 settembre 2021 Inspiration4, Resilience         | 18 settembre 2021 Inspiration4, Resilience         | Missione spaziale di tre giorni del primo equipaggio di soli astronauti commerciali. |
| Anton Škaplerov                                                                              | 5 ottobre 2021 Sojuz MS-19                         | ISS (66° equipaggio)                               | ISS (66° equipaggio)                               | 30 marzo 2022 Sojuz MS-19                          | Trasporto equipaggio della ISS. |
| Klim Šipenko Julija Peresil'd                                                                | 5 ottobre 2021 Sojuz MS-19                         | ISS                                                | ISS                                                | 17 ottobre 2021 Sojuz MS-18                        | Trasporto di un regista e di un'attrice per le riprese del film The Challenge. |
| Audrey Powers Chris Boshuizen Glen de Vries William Shatner                                  | 20 luglio 2021 Blue Origin NS 18, RSS First Step   | 20 luglio 2021 Blue Origin NS 18, RSS First Step   | 20 luglio 2021 Blue Origin NS 18, RSS First Step   | 20 luglio 2021 Blue Origin NS 18, RSS First Step   | Volo esclusivamente turistico, ha superato la Linea di Kármán (raggiunta un'altitudine di 107 km). |
| Zhai Zhigang Wang Yaping Ye Guangfu                                                          | 15 ottobre 2021 Shenzhou 13                        | Stazione spaziale Tiangong (2° equipaggio)         | Stazione spaziale Tiangong (2° equipaggio)         | 16 aprile 2022 Shenzhou 13                         | Trasporto equipaggio al primo modulo (Tianhe) della Stazione spaziale Tiangong in costruzione. |
| Raja Chari Thomas Marshburn Matthias Maurer Kayla Barron                                     | 11 novembre 2021 SpaceX Crew-3, Endurance          | ISS (66° equipaggio)                               | ISS (66° equipaggio)                               | 6 maggio 2022 SpaceX Crew-3, Endurance             | Trasporto equipaggio della ISS. |
| Aleksandr Misurkin Yūsaku Maezawa Yozo Hirano                                                | 8 dicembre 2021 Sojuz MS-20                        | ISS                                                | ISS                                                | 20 dicembre 2021 Sojuz MS-20                       | Trasportati due turisti spaziali sulla ISS. |
| Laura Shepard Churchley Michael Strahan Evan Dick Dylan Taylor Cameron Bess Lane Bess        | 11 dicembre 2021 Blue Origin NS 19, RSS First Step | 11 dicembre 2021 Blue Origin NS 19, RSS First Step | 11 dicembre 2021 Blue Origin NS 19, RSS First Step | 11 dicembre 2021 Blue Origin NS 19, RSS First Step | Volo esclusivamente turistico, ha superato la Linea di Kármán (raggiunta un'altitudine di 107 km). |
| 2022                                                                                         |                                                    |                                                    |                                                    |                                                    | |
| Oleg Artem'ev Denis Matveev Sergej Korsakov                                                  | 18 marzo 2022 Sojuz MS-21                          | ISS (67° equipaggio)                               | ISS (67° equipaggio)                               | 29 settembre 2022 Sojuz MS-21                      | Trasporto equipaggio della ISS. |
| Marty Allen Sharon Hagle Marc Hagle Jim Kitchen George Nield Gary Lai                        | 31 marzo 2022 Blue Origin NS 20, RSS First Step    | 31 marzo 2022 Blue Origin NS 20, RSS First Step    | 31 marzo 2022 Blue Origin NS 20, RSS First Step    | 31 marzo 2022 Blue Origin NS 20, RSS First Step    | Volo esclusivamente turistico, ha superato la Linea di Kármán. |
| Michael López-Alegría Larry Connor Mark Pathy Eytan Stibbe                                   | 8 aprile 2022 Axiom Mission 1, Endeavour           | ISS                                                | ISS                                                | 25 aprile 2022 Axiom Mission 1, Endeavour          | Prima missione organizzata da Axiom Space e prima missione esclusivamente privata verso la ISS. Esperimenti in microgravità. |
| Kjell Lindgren Bob Hines Samantha Cristoforetti Jessica Watkins                              | 27 aprile 2022 SpaceX Crew-4, Freedom              | ISS (67° equipaggio)                               | ISS (67° equipaggio)                               | 14 ottobre 2022 SpaceX Crew-4, Freedom             | Trasporto equipaggio della ISS. |
| Evan Dick Victor Hespanha Hamish Harding Victor Vescovo Katya Echazarreta Jaison Robinson    | 4 giugno 2022 Blue Origin NS 21, RSS First Step    | 4 giugno 2022 Blue Origin NS 21, RSS First Step    | 4 giugno 2022 Blue Origin NS 21, RSS First Step    | 4 giugno 2022 Blue Origin NS 21, RSS First Step    | Volo esclusivamente turistico, ha superato la Linea di Kármán. |
| Chén Dōng Liu Yang Cai Xuzhe                                                                 | 5 giugno 2022 Shenzhou 14                          | Stazione spaziale Tiangong (3° equipaggio)         | Stazione spaziale Tiangong (3° equipaggio)         | 4 dicembre 2022 Shenzhou 14                        | Trasporto equipaggio al primo modulo (Tianhe) della Stazione spaziale Tiangong in costruzione. |
| Coby Cotton Mário Ferreira Vanessa O'Brien Clint Kelly III Sara Sabry Steve Young            | 4 agosto 2022 Blue Origin NS 22, RSS First Step    | 4 agosto 2022 Blue Origin NS 22, RSS First Step    | 4 agosto 2022 Blue Origin NS 22, RSS First Step    | 4 agosto 2022 Blue Origin NS 22, RSS First Step    | Volo esclusivamente turistico, ha superato la Linea di Kármán. |
| Sergej Prokop'ev Dmitrij Petelin Francisco Rubio                                             | 21 settembre 2022 Sojuz MS-22                      | ISS (68°, 69° equipaggio)                          | ISS (68°, 69° equipaggio)                          | 27 settembre 2023 Sojuz MS-23                      | Trasporto equipaggio della ISS. Missione estesa a un anno a seguito dell'incidente dalla Sojuz MS-22. |
| Nicole Mann Josh Cassada Koichi Wakata Anna Kikina                                           | 5 ottobre 2022 SpaceX Crew-5, Endurance            | ISS (68° equipaggio)                               | ISS (68° equipaggio)                               | 12 marzo 2023 SpaceX Crew-5, Endurance             | Trasporto equipaggio della ISS. |
| Fei Junlong Deng Qingming Zhang Lu                                                           | 29 novembre 2022 Shenzhou 15                       | Stazione spaziale Tiangong (4° equipaggio)         | Stazione spaziale Tiangong (4° equipaggio)         | 3 giugno 2023 Shenzhou 15                          | Trasporto equipaggio alla Stazione spaziale Tiangong. |
| 2023                                                                                         |                                                    |                                                    |                                                    |                                                    | |
| Stephen Bowen Warren Hoburg Sultan Al Neyadi Andrej Fedjaev                                  | 2 marzo 2023 SpaceX Crew-6, Endeavour              | ISS (69° equipaggio)                               | ISS (69° equipaggio)                               | 4 settembre 2023 SpaceX Crew-6, Endeavour          | Trasporto equipaggio della ISS. |
| Peggy Whitson John Shoffner Ali AlQarni Rayyanah Barnawi                                     | 21 maggio 2023 Axiom Mission 2, Freedom            | ISS                                                | ISS                                                | 31 maggio 2023 Axiom Mission 2, Freedom            | Seconda missione organizzata da Axiom Space. Esperimenti in microgravità. |
| Jing Haipeng Zhu Yangzhu Gui Haichao                                                         | 30 maggio 2023 Shenzhou 16                         | Stazione spaziale Tiangong (5° equipaggio)         | Stazione spaziale Tiangong (5° equipaggio)         | 31 ottobre 2023 Shenzhou 16                        | Trasporto equipaggio alla Stazione spaziale Tiangong. |
| Jasmin Moghbeli Andreas Mogensen Satoshi Furukawa Konstantin Borisov                         | 26 agosto 2023 SpaceX Crew-7, Endurance            | ISS (70° equipaggio)                               | ISS (70° equipaggio)                               | 12 marzo 2024 SpaceX Crew-7, Endurance             | Trasporto equipaggio della ISS. |
| Oleg Kononenko Nikolaj Čub                                                                   | 15 settembre 2023 Sojuz MS-24                      | ISS (70°, 71° equipaggio)                          | ISS (70°, 71° equipaggio)                          | 23 settembre 2024 Sojuz MS-25                      | Kononenko e Čub hanno preso parte alla missione annuale Expedition 70/71. |
| Loral O'Hara                                                                                 | 15 settembre 2023 Sojuz MS-24                      | ISS (70° equipaggio)                               | ISS (70° equipaggio)                               | 6 aprile 2024 Sojuz MS-24                          | O'Hara ha trascorso a bordo sei mesi durante Expedition 70. |
| Tang Hongbo Tang Shengjie Jiang Xinlin                                                       | 26 ottobre 2023 Shenzhou 17                        | Stazione spaziale Tiangong (6° equipaggio)         | Stazione spaziale Tiangong (6° equipaggio)         | 30 aprile 2024 Shenzhou 17                         | Trasporto equipaggio alla Stazione spaziale Tiangong. |
| 2024                                                                                         |                                                    |                                                    |                                                    |                                                    | |
| Michael López-Alegría Walter Villadei Marcus Wandt Alper Gezeravcı                           | 18 gennaio 2024 Axiom Mission 3, Freedom           | ISS                                                | ISS                                                | 9 febbraio 2024 Axiom Mission 3, Freedom           | Terza missione organizzata da Axiom Space. |
| Matthew Dominick Michael Barratt Jeanette Epps Aleksandr Grebënkin                           | 3 marzo 2024 SpaceX Crew-8, Endeavour              | ISS (71° equipaggio)                               | ISS (71° equipaggio)                               | 25 ottobre 2024 SpaceX Crew-8, Endeavour           | Trasporto equipaggio della ISS. |
| Oleg Novickij Marina Vasilevskaja                                                            | 23 marzo 2024 Sojuz MS-25                          | ISS                                                | ISS                                                | 6 aprile 2024 Sojuz MS-24                          | Hanno trascorso 10 giorni a bordo della ISS. Prima astronauta bielorussa (Vasilevskaja). |
| Tracy Caldwell Dyson                                                                         | 23 marzo 2024 Sojuz MS-25                          | ISS (71° equipaggio)                               | ISS (71° equipaggio)                               | 23 settembre 2024 Sojuz MS-25                      | Dyson ha trascorso a bordo sei mesi durante Expedition 71. |
| Ye Guangfu Li Cong Li Guangsu                                                                | 25 aprile 2024 Shenzhou 18                         | Stazione spaziale Tiangong (7° equipaggio)         | Stazione spaziale Tiangong (7° equipaggio)         | 3 novembre 2024 Shenzhou 18                        | Trasporto equipaggio alla Stazione spaziale Tiangong. |
| Kenneth Hess Sylvain Chiron Mason Angel Ed Dwight Carol Schaller Gopi Thotakura              | 19 maggio 2024 Blue Origin NS 25, RSS First Step   | 19 maggio 2024 Blue Origin NS 25, RSS First Step   | 19 maggio 2024 Blue Origin NS 25, RSS First Step   | 19 maggio 2024 Blue Origin NS 25, RSS First Step   | Volo esclusivamente turistico, ha superato la Linea di Kármán. |
| Barry Wilmore Sunita Williams                                                                | 5 giugno 2024 Boe-CFT, Calypso                     | ISS (72° equipaggio)                               | ISS (72° equipaggio)                               | 18 marzo 2025 SpaceX Crew-9, Freedom               | Missione breve di collaudo della navicella CST-100 Starliner. La navicella Calypso ha fatto ritorno sulla Terra senza equipaggio il 6 agosto 2024. Wilmore e Williams hanno fatto ritorno a bordo della Crew-9 nel marzo 2025 dopo una missione di lunga durata. |
| Nicolina Elrick Karsen Kitchen Rob Ferl Eugene Grin Eiman Jahangir Ephraim Rabin             | 29 agosto 2024 Blue Origin NS 26, RSS First Step   | 29 agosto 2024 Blue Origin NS 26, RSS First Step   | 29 agosto 2024 Blue Origin NS 26, RSS First Step   | 29 agosto 2024 Blue Origin NS 26, RSS First Step   | Volo esclusivamente turistico, ha superato la Linea di Kármán. |
| Jared Isaacman Scott Poteet Sarah Gillis Anna Menon                                          | 10 settembre 2024 Polaris Dawn, Resilience         | 10 settembre 2024 Polaris Dawn, Resilience         | 15 settembre 2024 Polaris Dawn, Resilience         | 15 settembre 2024 Polaris Dawn, Resilience         | Missione di turismo spaziale, prima delle tre missioni del Programma Polaris |
| Aleksej Ovčinin Ivan Vagner Donald Pettit                                                    | 11 settembre 2024 Sojuz MS-26                      | ISS (72° equipaggio)                               | ISS (72° equipaggio)                               | 20 aprile 2025 Sojuz MS-26                         | Trasporto equipaggio della ISS. |
| Nick Hague Aleksandr Gorbunov                                                                | 28 settembre 2024 SpaceX Crew-9, Freedom           | ISS (72° equipaggio)                               | ISS (72° equipaggio)                               | 18 marzo 2025 SpaceX Crew-9, Freedom               | Trasporto equipaggio della ISS. |
| Cai Xuzhe Song Lingdong Wang HaoZe                                                           | 30 ottobre 2024 Shenzhou 19                        | Stazione spaziale Tiangong (8° equipaggio)         | Stazione spaziale Tiangong (8° equipaggio)         | 30 aprile 2025 Shenzhou 19                         | Trasporto equipaggio alla Stazione spaziale Tiangong. |
| James Russell Emily Calandrelli Austin Litteral Marc Hagle Sharon Hagle Henry Wolfond        | 22 novembre 2024 Blue Origin NS 28, RSS First Step | 22 novembre 2024 Blue Origin NS 28, RSS First Step | 22 novembre 2024 Blue Origin NS 28, RSS First Step | 22 novembre 2024 Blue Origin NS 28, RSS First Step | Volo esclusivamente turistico, ha superato la Linea di Kármán. Per Marc e Sharon Hagle è il loro secondo volo turistico (NS 20). |
| 2025                                                                                         |                                                    |                                                    |                                                    |                                                    | |
| Lane Bess Jesús Calleja Richard Scott Tushar Shah Elaine Chia Hyde Robert Wilson             | 25 febbraio 2025 Blue Origin NS 30, RSS First Step | 25 febbraio 2025 Blue Origin NS 30, RSS First Step | 25 febbraio 2025 Blue Origin NS 30, RSS First Step | 25 febbraio 2025 Blue Origin NS 30, RSS First Step | Volo esclusivamente turistico, ha superato la Linea di Kármán. Per Lane Bess è il suo secondo volo turistico (NS 19). |
| Anne McClain Nichole Ayers Takuya Ōnishi Kirill Peskov                                       | 15 marzo 2025 SpaceX Crew-10, Endurance            | ISS (73° equipaggio)                               | ISS (73° equipaggio)                               | 9 agosto 2025 SpaceX Crew-10, Endurance            | Trasporto equipaggio della ISS. |
| Sergej Ryžikov Alekej Zubrickij Jonathan Kim                                                 | 8 aprile 2025 Sojuz MS-27                          | ISS (73° equipaggio)                               | ISS (73° equipaggio)                               | In orbita                                          | Trasporto equipaggio della ISS. |
| Aisha Bowe Amanda Nguyen Gayle King Katy Perry Kerianne Flynn Lauren Sánchez                 | 14 aprile 2025 Blue Origin NS 31, RSS First Step   | 14 aprile 2025 Blue Origin NS 31, RSS First Step   | 14 aprile 2025 Blue Origin NS 31, RSS First Step   | 14 aprile 2025 Blue Origin NS 31, RSS First Step   | Volo esclusivamente turistico, ha superato la Linea di Kármán |
| Chén Dōng Chen Zhongrui Wang Jie                                                             | 24 aprile 2025 Shenzhou 20                         | Stazione spaziale Tiangong (9° equipaggio)         | Stazione spaziale Tiangong (9° equipaggio)         | In orbita                                          | Trasporto equipaggio alla Stazione spaziale Tiangong. |
| Peggy Whitson Shubhanshu Shukla Sławosz Uznański-Wiśniewski Tibor Kapu                       | 25 giugno 2025 Axiom Mission 4, Grace              | ISS                                                | ISS                                                | 15 luglio 2025 Axiom Mission 4, Grace              | Quarta missione organizzata da Axiom Space. |
| Zena Cardman Mike Fincke Kimiya Yui Oleg Platonov                                            | 1º agosto 2025 SpaceX Crew-11, Endeavour           | ISS (73°, 74° equipaggio)                          | ISS (73°, 74° equipaggio)                          | In orbita                                          | Trasporto equipaggio della ISS. |
| Sommario • Anni 1960 • Anni 1970 • Anni 1980 • Anni 1990 • Anni 2000 • Anni 2010 • Anni 2020 |                                                    |                                                    |                                                    |                                                    | |